# Perfeito Coração
Perfeito Coração é uma telenovela portuguesa da SIC. Durante os dois primeiros meses teve exibição apenas aos fins-de-semana, a partir de meados de Novembro de 2009 passou a ser exibida também à Segunda-feira e a partir de Janeiro de 2010 passou a ter exibição diária. Foi escrita por Pedro Lopes e realizada por Duarte Teixeira, José Macedo e Miguel Guerreiro, direcção de projecto de Patrícia Sequeira. A estreia ocorreu no dia 17 de Outubro de 2009. Ricardo Pereira e Sandra Barata Belo são os protagonistas.

## Sinopse
Lisboa está em grande agitação social, por causa de uma manifestação de trabalhadores e estudantes contra o desemprego. Leonor Bettencourt, filha de um banqueiro, também se envolve nos protestos. A polícia é chamada e carrega sobre os manifestantes, Leonor é uma das vítimas, e quando está na eminência de ser presa, é salva por Pedro Cardoso. Este lamenta não a ter conhecido mais cedo pois está de partida para Berna onde vai concluir o curso de arquitectura. Seguindo um impulso, Leonor vai também concluir na Suíça o curso de biologia marinha, e namora com Pedro durante todo o ano. Ao fim deste ano, Leonor descobre-se grávida e Pedro pede-a em casamento.
No regresso a Portugal, Leonor e Pedro trocam pulseiras que selam o compromisso entre os dois. Pedro vai conhecer o futuro sogro, e Tomás esforça-se por humilhar Pedro durante todo o jantar. Quando ficam por momentos a sós, ele deixa claro que não permitirá o namoro da filha com Pedro. Este ainda reage mas fica tão irritado que acaba por deixar a mansão. Leonor estranha a saída intempestiva do namorado e culpa o pai por isso.
Pedro acaba por regressar e introduz-se no quarto de Leonor. No entanto, as câmaras de vigilância acabam por traí-los. Tomás é avisado e surpreende-os, expulsando Pedro com violência. Leonor quer seguir o namorado mas o pai ameaça expulsá-la também. Ela vira as costas e diz sentir pena que Tomás não conheça o neto, surpreendendo-o com esta revelação.
Leonor espera à porta de Pedro pelo seu regresso. Quando ele atravessa a rua para ir ao seu encontro é violentamente atropelado.

## Elenco

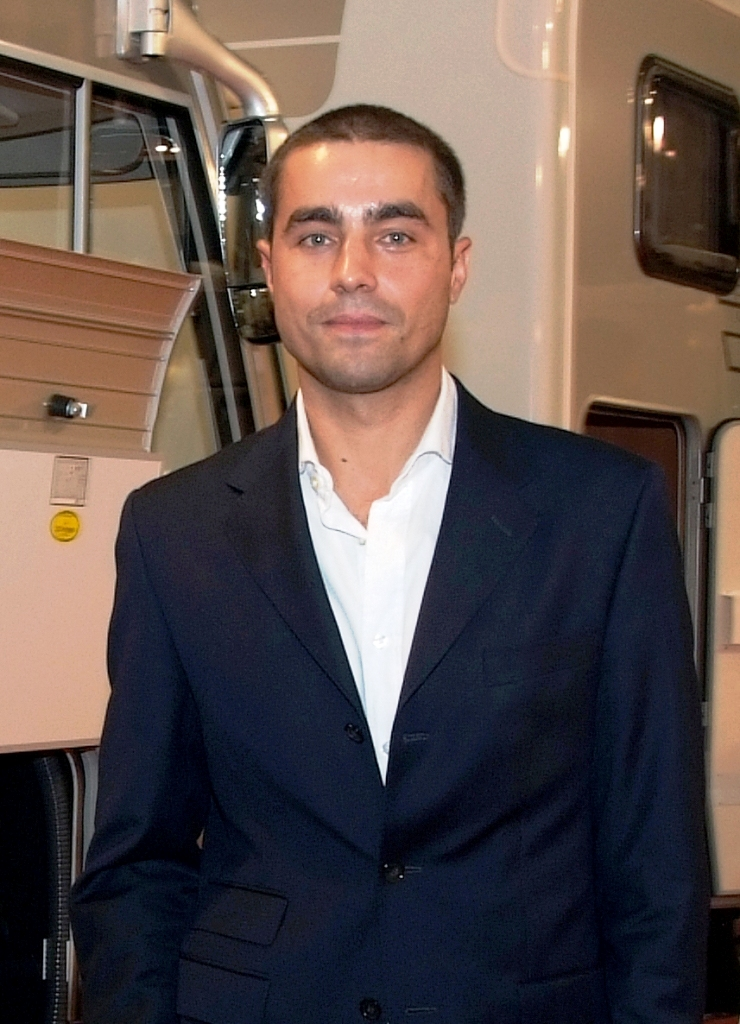
Ricardo Pereira foi o protagonista Pedro Alberto Cardoso.

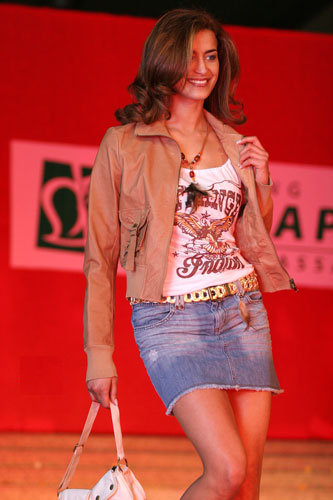
Andreia Dinis interpretou Teresa Galvão.

| Ator                 | Personagem           |
| -------------------- | -------------------- |
| Ricardo Pereira      | Pedro Cardoso        |
| Sandra Barata Belo   | Leonor Bettencourt   |
| Jorge Henriques      | Afonso Roriz         |
| Alexandre de Sousa   | Tomás Bettencourt    |
| Andreia Dinis        | Teresa Galvão        |
| Oceana Basílio       | Bárbara Rodrigues    |
| José Fidalgo         | Gonçalo Nobre        |
| António Fonseca      | Artur Cardoso        |
| Custódia Gallego     | Conceição Cardoso    |
| João Ricardo         | Guilherme Roriz      |
| Sofia Sá da Bandeira | Emília Roriz         |
| Ana Nave             | Rosa Barbosa         |
| Pepê Rapazote        | Bento Viegas         |
| Fátima Belo          | Dina Viegas          |
| Susana Mendes        | Rita Santana         |
| José Neves           | Tiago Santana        |
| Paulo Rocha          | Vasco Cardoso        |
| Luciana Abreu        | Carla Cunha          |
| Ana Guiomar          | Maria da Luz Barbosa |
| Cleia Almeida        | Sofia Cardoso        |
| Miguel Costa         | Constantino Ruas     |
| Patrícia Bull        | Vera Amaral          |
| Mariana Norton       | Joana Pimentel       |
| Alda Gomes           | Madalena Torres      |
| Gonçalo Santana      | Paulo Dias           |
| António Cordeiro     | Francisco Lobo       |
| Luís Lucas           | Humberto Campos      |
| Artur Agostinho      | José Viegas          |
| José Pinto           | Horácio Cunha        |
| João Arrais          | Bruno Santana        |
| Henrique Gil         | Jorge Cardoso        |
| Beatriz Leonardo     | Inês Santana         |
| Carlos Correia       | Luís Viegas          |
| Catarina Santos      | Alice Torres         |

Elenco adicional
| Ator                     | Personagem                                          |
| ------------------------ | --------------------------------------------------- |
| Afonso de Melo           | Padre que casou Afonso e Leonor                     |
| Afonso Vilela            | Ricardo, carpinteiro, colega de Teresa              |
| Alexandra Diogo          | Filipa                                              |
| Alexandre da Silva       | Samuel                                              |
| Álvaro Faria             | Médico                                              |
| Ana Murinello            |                                                     |
| António Filipe           | Agente Peixoto                                      |
| António Marques          | Irmão António                                       |
| Augusto Portela          | Inspector da ASAE                                   |
| Beatriz Gonçalves        |                                                     |
| Carlos Curto             |                                                     |
| Carlos Gonçalves         |                                                     |
| Carlos Oliveira          | Vítor                                               |
| Carlos Pimenta           | Médico                                              |
| Carlos Queiroz           |                                                     |
| Catarina Guimarães       | Colega de Leonor                                    |
| Cláudia Negrão           | Luísa                                               |
| Cláudia Oliveira         | Eva                                                 |
| Diogo Andrade            |                                                     |
| Eric Costa               | Segurança                                           |
| Fernando Tavares Marques | Sr. Martins                                         |
| Flávia Gusmão            | Susana Valente                                      |
| Hélder Moutinho          |                                                     |
| Helena Afonso            |                                                     |
| Ian Velloza              | Dr. Filipe Castro Ferreira                          |
| Igor Sampaio             | Padre no Funeral                                    |
| Ilda Roquete             |                                                     |
| Inês Castel-Branco       | Benedita Vasconcelos (Mãe de Leonor)                |
| Isabel Simões            | Ricardina                                           |
| João Brás                | Ventura                                             |
| João Mais                | Médico                                              |
| João Pedro Silva         | Diogo                                               |
| Joana Cotrim             | Marta                                               |
| Jorge Silva              | Médico                                              |
| José António Alves       |                                                     |
| José Boavida             | Ramiro                                              |
| Lavínia Moreira          |                                                     |
| Lourdes Norberto         | Mimi                                                |
| Luís Barros              |                                                     |
| Luís Castro              |                                                     |
| Maria Frade              | Catarina                                            |
| Mariana Luís             |                                                     |
| Marques D'Arede          | Dr. Manuel Mascarenhas                              |
| Martinho Silva           | Xavier                                              |
| Miguel Sermão            |                                                     |
| Nuno Casanovas           |                                                     |
| Patrícia Roque           | Enfermeira Soraia                                   |
| Paula Garcia             |                                                     |
| Pedro Calvinho           | Familiar de Afonso                                  |
| Pedro Diogo              |                                                     |
| Pedro Saavedra           | Alfredo                                             |
| Raquel Leite Borges      | Ana                                                 |
| Raul Oliveira            |                                                     |
| Rodrigo Saraiva          |                                                     |
| Romeu Costa              | Alex                                                |
| Sandra Frataria          |                                                     |
| Sérgio Praia             | Dr. Mário (namorado de Madalena no final da novela) |
| Sérgio Silva             | Inspector                                           |
| Teresa Sobral            | Cristina                                            |
| Tinita                   | Joel (parceiro de dança de Carla)                   |
| Vasco Magalhães          |                                                     |

## Banda Sonora

### CD1
| N.º | Título                      | Música            | Personagem | Duração |  |
| 1.  | "Gaivota"                   | Amália Hoje       | Genérico   |         |  |
| 2.  | "Sempre Hoje"               | João Pedro Pais   |            |         |  |
| 3.  | "Chuva Dissolvente"         | Xutos & Pontapés  |            |         |  |
| 4.  | "Canção de Engate"          | António Variações |            |         |  |
| 5.  | "Tomo Conta Desta Tua Casa" | Virgem Suta       |            |         |  |
| 6.  | "Ponto de Luz"              | Sara Tavares      |            |         |  |
| 7.  | "Coração"                   | Mariana Norton    |            |         |  |
| 8.  | "Feeling Alive"             | Gomo              |            |         |  |
| 9.  | "Let Go"                    | Mia Rose          |            |         |  |
| 10. | "Cada dia"                  | Mariana Norton    |            |         |  |
| 11. | "Saudade"                   | Helder Moutinho   |            |         |  |
| 12. | "Fado Maravilhas"           | Raul Solnado      |            |         |  |
| 13. | "Junebug"                   | Robert Francis    |            |         |  |
| 14. | "Ayo Technology"            | Milow             |            |         |  |
| 15. | "Release Me"                | Agnes Carlsson    |            |         |  |

## Audiências
Estreou-se com 8,0% de audiência média e 22,3% de share. No dia 20 de janeiro de 2010, a novela bateu recorde ao marcar 12,7% de audiência média e 33,0% de share. Mas foi no último episódio que bateu todos os seus recordes, ao marcar 13,3% de audiência média e 36,5% de share. A sua substituta, Laços de Sangue, foi a única novela que ultrapassou esta produção e as audiências entre as novelas portuguesas do canal até então.

## Emissão
Depois de terminar a exibição em Portugal, através da SIC, a telenovela Perfeito Coração já foi vendida para os seguintes países:
| País   | Emissora | Título             | Observação | Horário | Estreia                                       |
| ------ | -------- | ------------------ | ---------- | ------- | --------------------------------------------- |
| Rússia | Mnogo TV | Совершенное сердце | Em russo   | 20.00   | 23 de agosto de 2013 - 29 de novembro de 2013 |